# Friedrich Wilhelm Haack (Theologe)
Friedrich-Wilhelm Haack (* 11. August 1935 in Grünberg in Schlesien; † 4. März 1991 in München) war ein deutscher Theologe und Sekten-Kritiker. 1965 war er im Nebenamt Beauftragter für Sekten und Weltanschauungsfragen der Vereinigten Ev.-Luth. Kirche Deutschlands und gründete die Arbeitsgemeinschaft für Religions- und Weltanschauungsfragen in München. 1969 wurde er vollamtlicher Beauftragter für Sekten- und Weltanschauungsfragen der Evangelisch-Lutherischen Landeskirche in Bayern.
Er prägte die Apologetik der evangelischen Kirche in den letzten Jahrzehnten des 20. Jahrhunderts.

## Leben
Friedrich-Wilhelm Haack wuchs in Schlesien auf. Er floh 1945 nach Thüringen und besuchte das Gymnasium in Eisenach. Dann studierte er Evangelische Theologie und Publizistik in Heidelberg, Neuendettelsau und Nürnberg, wurde 1964 ordiniert und war ab 1965 Pfarrer in Hof. 
1981 war er Mitbegründer und Vizepräsident des Dialog Center International, 1985 wurde er in den Ausschuss für den Dialog der Weltreligionen des Lutherischen Weltbunds berufen und kam in den Beirat der American Family Foundation (heute International Cultic Studies Association).
Er gründete die erste Selbsthilfe-Initiative für Eltern, deren Kinder in eine Jugendsekte hineingeraten waren. Am 12. Dezember 1989 wurde ihm das Bundesverdienstkreuz am Bande verliehen. Haack galt als einer der profundesten Experten auf dem Gebiet der modernen Religionen, Sekten und Weltanschauungsfragen.
In seinem Buch Das Mun-Imperium erklärte er den Zweck seiner Arbeit:

„Jeder muß sich seine Meinung selber bilden. Doch oft hängt die Meinungsbildung von der zur Verfügung stehenden Information ab. Für Überzeugungen, als Folgen von Meinungen, gilt das noch deutlicher. So sollen die hier vorgelegten Informationen und Überlegungen nichts anderes, als gegebenenfalls Material zur eigenen Meinungsbildung darstellen. Ob sie akzeptiert werden oder nicht, steht im Belieben des jeweiligen Benutzers.“

## Schriften
- Jugendreligionen, 1979
- Führer und Verführte, 1980
- Wotans Wiederkehr, 1981
- Scientology – Magie des 20. Jahrhunderts, 1982
- Guruismus und Guru-Bewegungen, 1982
- Bestrafte Neugier – München : Evang. Presseverb. für Bayern, 1989, 1. Aufl.
- Kranksein – Gesundwerden – München : Claudius-Verl., 1990
- Religion und Dekoration – München : ARW, 1990
- Scientology, Dianetik und andere Hubbardismen – München : Evang. Presseverb. für Bayern, 1990, 2. Aufl.
- Therapie als Religions-Ersatz – München : ARW, 1990
- Das Mun-Imperium, 1991
- Jugendsekten, 1991
- Europas neue Religion, 1991
- Anmerkungen zum Christsein – München : Claudius-Verl., 1991
- Anmerkungen zum Satanismus – München : Arbeitsgemeinschaft für Religions- und Weltanschauungsfragen, 1991
- Gurubewegungen und Psychokulte – München : Evang. Presseverb. für Bayern, Abt. Schriftenmission, 1991, 1. Aufl.
- Gabriele Witteks „Universelles Leben“ – München : Evang. Presseverb. für Bayern, Abt. Schriftenmission, 1992,
- Neuapostolische Kirche – München : Evang. Presseverb. für Bayern, 1992, 6. Aufl., 21. – 25. Tsd.
- Rendezvous mit dem Jenseits – München : Arbeitsgemeinschaft für Religions- und Weltanschauungsfragen, 1992, 3. Aufl
- Transzendentale Meditation – München : Evang. Presseverb. für Bayern, Abt. Schriftenmission, 1992, 6., überarb. und erw. Aufl.
- Was mir zu denken gibt – München : Arbeitsgemeinschaft für Religions- und Weltanschauungsfragen, 1992
- Freimaurer. Münchener Reihe, ISBN 3-583-50616-2 Evangelischer Presseverband für Bayern 1975, 43 Seiten; 9. Aufl. 1993 (71 S.).
- Jehovas Zeugen : Evang. Presseverb. für Bayern, 1993, 15., erneut aktualisierte Aufl., 103. – 106. Tsd.